# Kevin Harley
Kevin Harley (Trappes, 20 aprile 1994) è un cestista francese che milita nel Poitiers in Pro A.

## Carriera
Con la Francia under 20 ha disputato i FIBA EuroBasket Under-20 2013.